# ITF Women's Circuit Turku 1996
L'ITF Women's Circuit Turku 1996 è stato un torneo di tennis facente parte della categoria ITF Women's Circuit nell'ambito dell'ITF Women's Circuit 1996. Il montepremi del torneo era di $10 000 e si è svolto nella settimana tra il 15 gennaio e il 21 gennaio 1996 su campi indoor in sintetico. Il torneo si è giocato a Turku in Finlandia.

## Vincitori

### Singolare
Maria Wolfbrandt ha sconfitto in finale  Sofia Finér con il punteggio di 4–6, 6–2, 6–1.

### Doppio
Karin Ptaszek /  Anna-Karin Svensson hanno sconfitto in finale  Annica Lindstedt /  Sofia Finér con il punteggio di 6–2, 6–4.